# 范繼躍
范繼躍（1972年3月—），四川省南部縣人。畢業于成都理工大學馬克思主義基礎（高級文秘）專業，在職研究生學歷。1994年1月加入中國共產黨，曾任雅安市蘆山縣县委书记，因2013年芦山地震被網民稱為「無錶哥」、「錶印哥」。
现任中共攀枝花市市委副书记、市政府党组书记、市长提名人选